# SpEED
株式会社SpEED（スピード、英語表記：Special Electronic EDiting）は、テレビ番組の編集（VTR編集、ノンリニア編集、テロップ）を業務するポストプロダクション。

## 沿革
- 2007年7月に元・株式会社マウス所属していた、中澤丈が独立として創設された。

## 会社概要
- 所在地：〒560-0003 大阪府豊中市東豊中町
- 代表者：中澤丈

## 所属スタッフ
- 中澤丈
- 能宮幸恵

## 元所属スタッフ
- 山本崇央（現：株式会社Wallaby's 代表者）
- 竹嶋夕貴（現：株式会社Wallaby's 取締役）

## 主な作品

### テレビ番組

#### 過去
レギュラー番組
- ウラネタ芸能ワイド 週刊えみぃSHOW（読売テレビ）
- チュートリアルのチューして!（関西テレビ）
- たかじんTV非常事態宣言（読売テレビ）
- SUPER SURPRISE・木曜日「怒っと（どっと）JAPAN」（読売テレビ）
- マヨブラジオ（読売テレビ）
- 妄想ガールズコレクション（関西テレビ）
- 冒険チュートリアル（関西テレビ）
- たかじんNOマネー〜人生は金時なり〜（テレビ大阪）
- 住人十色（毎日放送）
- おでかけ発見バラエティ かがくdeムチャミタス!（テレビ大阪）

スペシャル番組
- たかじんnoばぁ〜・復活SP（読売テレビ）
- チュートリアル×ブラックマヨネーズ 天下取り宣言（関西テレビ）

### DVD
- たかじんnoばぁ〜 THEガオー!LEGEND
- たかじんnoばぁ〜 THEガオー!LEGENDII